# Латекс

Латекс

Ла́текс (англ. latex, нім. Latex m, Kautschukmilch f) — загальний термін для позначення емульсій дисперсних полімерних часток у водному розчині. В природі зустрічається у вигляді молочка, яке виділяють різні рослини, зокрема бразильська гевея, кульбаба та ін.

## Загальна характеристика
ЛАТЕКС — мікрогетерогенні природні (молочний сік каучуконосних рослин) або штучні системи, які являють собою водні дисперсії колоїдних каучукових частинок (ґлобул), стабілізовані поверхнево-активними речовинами емульгаторами.
Форма та розміри частинок латексів тісно пов'язані з закономірностями процесу емульсійної полімеризації вихідних мономерів. Частинки синтетичних латексів найчастіше мають сферичну або близьку до неї форму. Латексні ґлобули стабілізовані йоногенною поверхнево-активною речовиною частіше аніонного типу. На рис. 1 наведено типові електронні мікрофотографії латексів, що містять первинні сферичні частинки-ґлобули та їх агрегати. Спонтанно в плині часу або у зв'язку з тією чи іншою обробкою (кислотно-лужною, гідродинамічною, температурною та під дією ін. впливів) в латексній дисперсії утворюються вторинні агрегати, що нагадують грона. Первинні ґлобули в таких «гронах» злиплися, але їх коалесценція не відбулася. У більшій частині випадків латекси не є монодисперсними і характеризуються тим чи іншим ступенем полідисперсності, яка, в свою чергу, залежить від умов протікання полімеризаційного процесу. На рис. 2. наведено криві розподілу розмірів частинок деяких синтетичних латексів. Як правило, діаметр первинних латексних ґлобул становить 10-200 нм. В різних галузях промисловості широко застосовуються ізопренові, бутадієнові, бутадієн-стирольні, бутадієн-метилстирольні, хлоропренові, ізобутилен-ізопренові, карбоксилатні, акрилові, уретанові та інші латекс

## Одержання виробів із латексу

На модель, яку хочемо сформувати, наносимо розчин солі, напр. хлористого кальцію, занурюємо. Вмочуємо модель у латекс. Розчин солі містить позитивно заряджені частинки металу — катіони. При внесенні моделі у латекс з її поверхні углиб латексу починають дифундувати (спрямовуватись) катіони. Зустрічаючи на своєму шляху від'ємно заряджені частинки латексу, позитивно заряджені катіони розряджають їх. І каучуковим частинкам нічого не залишається, як осісти у вигляді тонкого каучукового шару на моделі.

## Латекс на основі натурального каучуку
Товарний латекс на основі натурального каучуку (ЛН) — концентрований і стабілізований молочний сік бразильської гевеї. Вміст сухої речовини у вихідному соку становить 37-41 %, у товарному ЛН його зміст збільшується до 58-75 %. Способи концентрування — відстоювання, упаювання і центрифугування; останній метод найбільш ефективний і продуктивний.
Латексні суміші готують уведенням до його складу безлічі інгредієнтів: вулканізуючих агентів, прискорювачів і активаторів вулканізації, антиоксидантів, порошкових наповнювачів, ПАР, антістабілізуючих добавок, що сприяють зниженню стійкості колоїдної системи, загусники, пластифікаторів, піногасники або, навпаки, стабілізаторів піни тощо При виготовленні сумішей доцільно використовувати свіжоприготовані дисперсії і емульсії інгредієнтів. Зберігати їх слід в ємностях при безперервному перемішуванні, не допускаючи піноутворення. Спочатку в латекс вводять стабілізатори, потім інші інгредієнти і в останню чергу, перед безпосереднім застосуванням, дисперсію оксиду цинку. Для змішування латексу з емульсіями, дисперсіями, розчинами використовують емальовані або гумовані антикорозійними покриттями ємності, облаштовані пристроями для охолоджування або підігріву та мішалками зі змінною частотою обертання в межах 30-40 об./хв. Тривалість приготування суміші — 30-60 хв−1. У ряді випадків суміш «визріває» 6-24 год при 20-60°С при повільному перемішуванні. При цьому міняються колоїдно-хімічні характеристики суміші (знижується рівень рН, зростає в'язкість та ін), підвищується її однорідність, полімер у суміші частково вулканізуючих, поліпшуються технологічні властивості суміші.
Основну масу ЛН застосовують для отримання натуральних каучуків, близько 8-10 % — для отримання латексних виробів: рукавичок, метеорологічних, радіозондових і шаропілотних оболонок, медичних виробів, гумових ниток, губчастої гуми, легкого гумового та спортивного взуття, латексних клеїв різноманітного призначення: для шкіри, гуми, металів; для виробництва взуття, для наклеювання корінців палітурок при брошуруванні книг, заклеювання коробок, пакетів, наклеювання етикеток; при виготовленні листкової фанери і інших дерев'яних виробів, для приклеювання паркету, лінолеуму, полімерних плиток до різних підоснов; у виробництві текстильних матеріалів та килимів (для з'єднання бавовняних, вовняних і лляних ниток без вузлів і товстих складок); для виробництва абразивних матеріалів у поєднанні з меламіно-формальдегідними олігомерами; для склеювання пінополістиролу, піногуми, ПВХ-матеріалів; для приклеювання кераміки, скла, металів до паперу, тканин, шкіри, полістиролу і до інших м'яких і твердих матеріалів.

## Латекси на основі синтетичних каучуків
Латекси на основі синтетичних каучуків (ЛС) — колоїдні водні дисперсії каучуків синтетичних та деяких інших полімерів (полістирол, сополімери стиролу з 20-35 мас.% бутадієну), одержані в більшості випадків емульсійної полімеризацією одного або декількох дієнових, вінільного, вініліденових та інших мономерів. Деякі ЛС виготовляють диспергування у воді в присутності ПАР «готових» полімерів (бутилкаучуком, поліізопрену СКІ-3, силоксанових і інших СК — штучні латекси). До ЛС відносять також водні дисперсії термопластів (ПВХ, ПВА), одержуваних емульсійної або суспензійний полімеризацією.
Важливими характеристиками для споживача є середній розмір глобул, рН середовища і вміст сухого залишку: чим більше розмір глобул, тим більшого змісту сухого залишку можна добитися при концентруванні ЛС; при малих розмірах глобул вище стабільність ЛС.

## Основні характеристики латексу
[джерело?]
| Основні характеристики латексів, які випускаються промисловістю країн СНД                                         |                  |                             |            |    |   |                            |
| Марка латексу | Завод-виробник   | Співвідношення мономерів, % | Емульгатор |    |   |                            |
| Бутадієн | Стирол           | ММК**                       | МАК***     |    |   |                            |
| СКС-50ГПС | Воронезький      | 50                          | 50         | -  | - | Некаль, натрієва сіль, СЖК |
| СКС-30ШР | той же           | 70                          | 30         | -  | - | той же                     |
| СКС-75К | -″-              | 25                          | 75         | -  | - | той же                     |
| БС-30Ф | -″-              | 70                          | 30         | -  | - | КМДК*                      |
| БСК-65/2ГП | -″-              | 33                          | 65         | -  | 2 | Некаль                     |
| СКС-50ГП | -″-              | 50                          | 50         | -  | - | той же                     |
| СКД-1С | -″-              | 99                          | -          | -  | 1 | Сульфонол                  |
| БС-30С | -″-              | 70                          | 30         | -  | - | той же                     |
| БС-65/3 | -″-              | 32                          | 65         | -  | 3 | -″-                        |
| ДММА-65ГП | -″-              | 34                          | -          | 65 | 1 | Некаль                     |
| СКС-65ГП | Ярославський     | 35                          | 65         | -  | - | той же                     |
| СКС-30Д | той же           | 70                          | 30         | -  | - | -″-                        |
| СКД-1 | -″-              | 99                          | -          | -  | 1 | -″-                        |
| СКС-С | -″-              | 15                          | 85         | -  | - | Олеінат калію              |
| БС-50 | Сумгаїтський     | 50                          | 50         | -  | - | КМДК*                      |
| СКС-30УК | Омський          | 70                          | 30         | -  | - | Некаль                     |
| БС-85 | той же           | 15                          | 85         | -  | - | Парафінат калію            |
| СКС-65ГП | -″-              | 35                          | 65         | -  | - | Некаль                     |
| СКС-1С | Стерлітамакський | 99                          | -          | -  | 1 | той же                     |
| СКС-65ГП | той же           | 35                          | 65         | -  | - | -″-                        |
| СКС-50И | -″-              | 50                          | 50         | -  | - | КМДК*                      |
| * — КМДК — калієве мило диспропорціонованої каніфолі; ** — ММК — метилметакрилат; *** — МАК — метакрилова кислота |                  |                             |            |    |   |                            |

## Використання
Латекс використовують у хімічній промисловості, як реагент-флокулянт при збагаченні корисних копалин.
З латексу виготовляють: еластичний бинт, повітряні кульки, хірургічні рукавички, бактерицидний пластир, деякі види взуття і одягу, катетери, презервативи, соски, спортивний інвентар, масажери для зубів, фарбу тощо.

## Безпека

### Біодеградація
Кілька видів мікробів родів Actinomycetes, Streptomyces, Nocardia, Micromonospora та Actinoplanes здатні споживати гумовий латекс. Однак швидкість біодеградації повільна, і ріст бактерій, що використовують каучук як єдине джерело вуглецю, також повільний.